# Közönséges falgyom

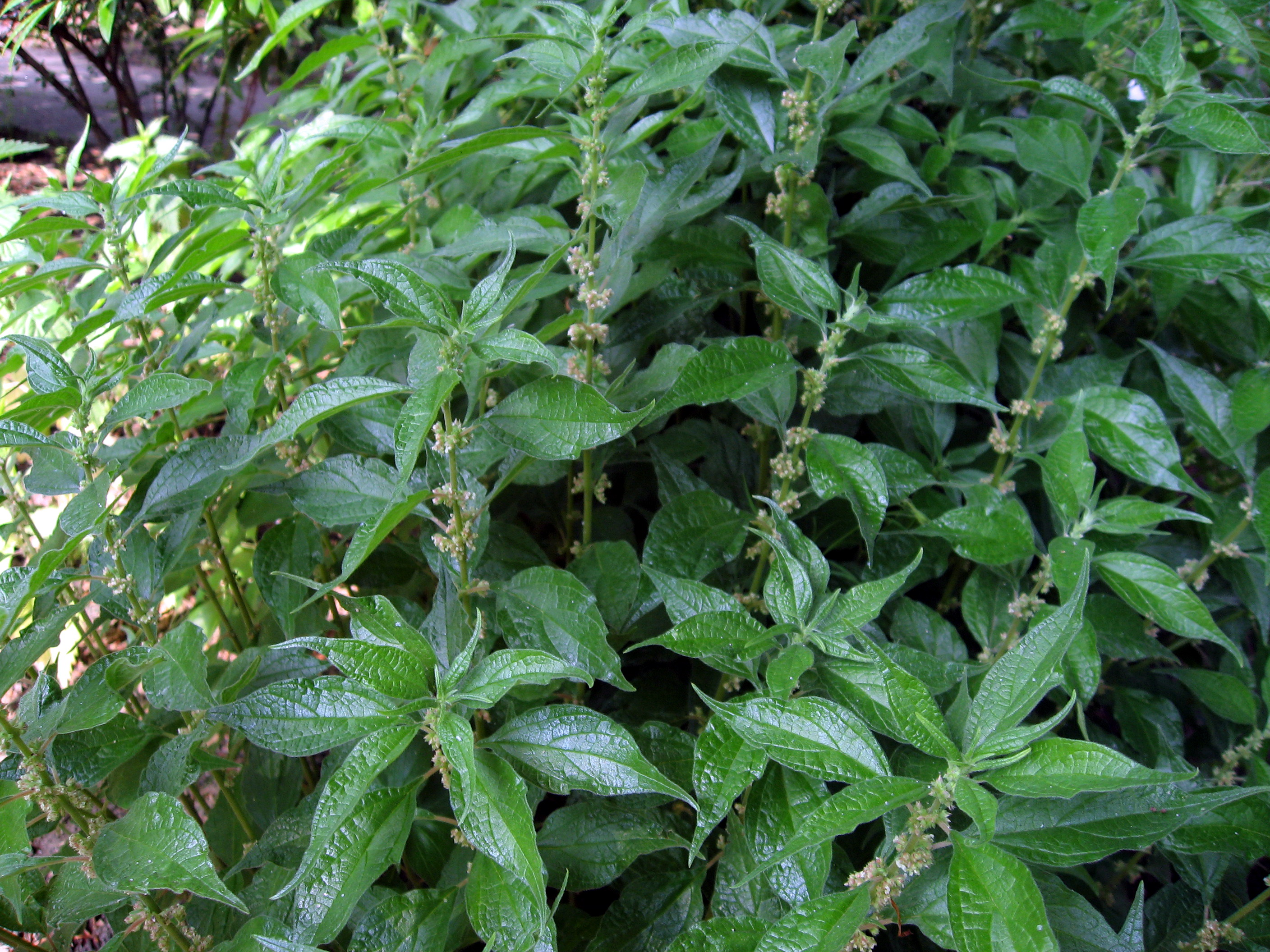

A közönséges falgyom (Parietaria officinalis), avagy falifű, romfű a rózsavirágúak (Rosales) rend csalánvirágúak (Urticanae) alrendjébe, ezen belül a csalánfélék (Urticaceae) családjába tartozó faj. Magyarországon őshonos.

## Elterjedése, élőhelye
Fő elterjedési területe Közép- és Dél-Európa, Az Ibériai-félszigetről, Nagy-Britanniából és a Dániától északra eső területeken hiányzik. Köves, sziklás helyeken, romokon, üde gyomtársulásokban, szurdokerdőkben fordul elő.

## Megjelenése, jellemzői

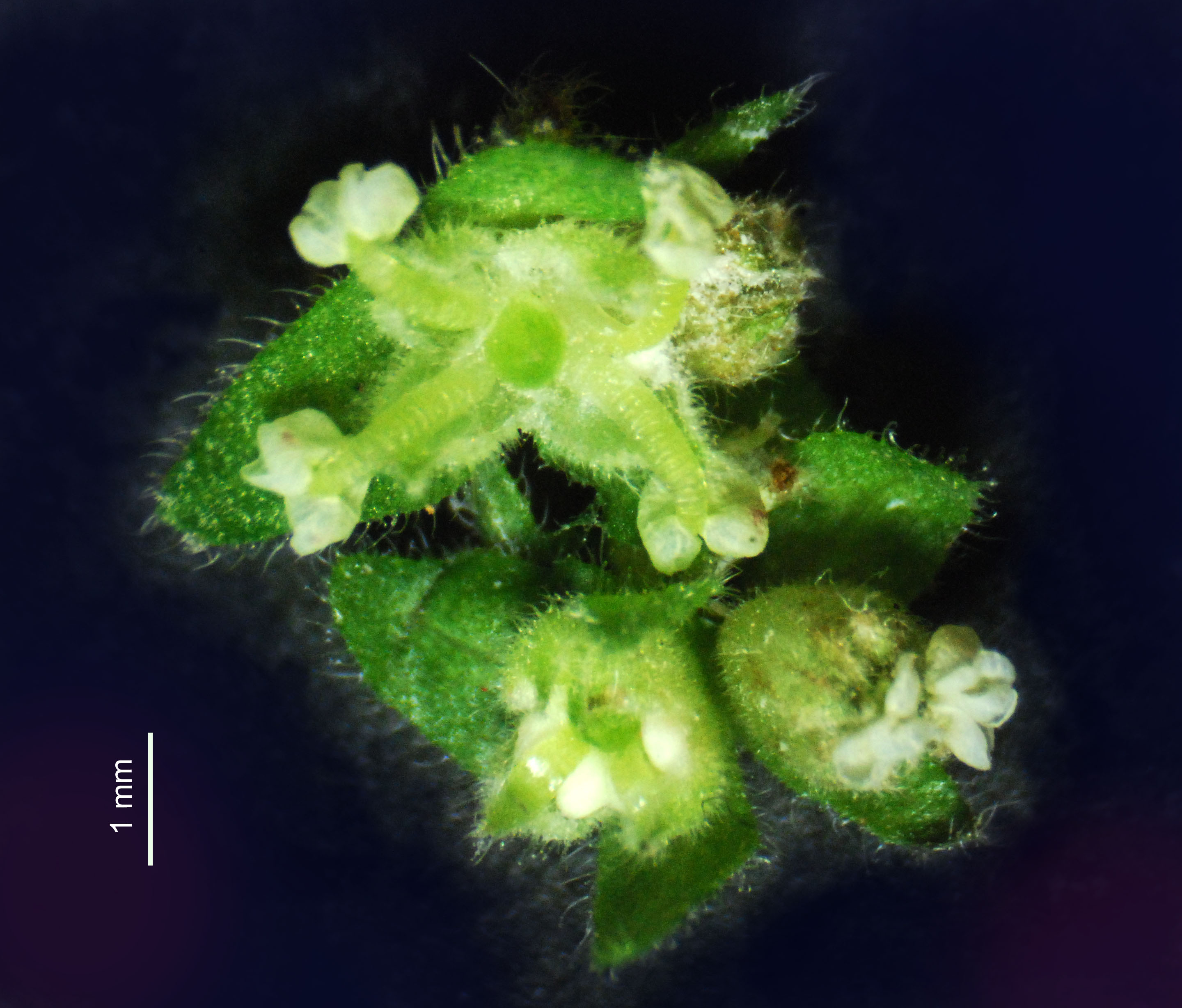
Virágai néhány milliméter átmérőjűek

Egyenes 40-60(-100) centiméter hosszú szárú évelő, levelei lándzsa alakúak, 10 centiméter hosszúságra is megnőhetnek, ép szélűek, áttetszőek, illetve pöttyökkel díszítettek. Jelentéktelen virágai apró bogernyőkbe tömörülnek a levelek tövében, négy tagúak, zöld színűek. Júniustól szeptemberig virágzik.

## Hatóanyagai
Drogja a virágos hajtás (Parietariae herba) cseranyagot, keserűanyagot gyantát és glikozidát tartalmaz.

## Gyógyhatása
A mai gyógyászatban nincs nagy jelentősége, elvétve található meg teakeverékekben. Vizelethajtónak és sebkezelésnél használják. Teáját vese- és hólyagbántalmaknál alkalmazzák. Régen vese- és epekő megelőzésére, reumás panaszokra, köhögéscsillapításra, de még súrolószerként is alkalmazták.